# Lucijan Vuga
Lucijan Vuga, slovenski magister strojništva, poslovnež, pesnik, pisatelj in venetolog, * 30. julij 1939, Solkan, † 8. april 2006, Robič.

## Življenjepis
Diplomiral je na ljubljanski fakulteti za strojništvo, kjer je naredil tudi magisterij. Pozneje je delal v Gostolu, Iskri Avtoelektriki, Cimosu, Primexu in Iskri Delti.
Poleg svoje poklicne kariere je bil dejaven tudi na področju književnosti, po upokojitvi pa še na področju venetologije. Umrl je, preden je dočakal izid zadnjih dveh knjig.

## Dela

### Leposlovje
- pesniška zbirka Odtenčje slučaja (1987)
- radijska igra Šahovska kraljica
- radijska igra Jutri ne bo vremena
- zgodovinski roman Hiša na meji (2003)

### Venetologija in Zgodovinopisje
- Jantarska pot (2000)
- Davnina govori (2003)
- Megalitski jeziki (2004)
- Prah preteklosti (11. maj 2006)
- Veneti v Troji (poletje 2006)